# Gällivare-Malmbergets pastorat
Gällivare-Malmbergets pastorat var ett pastorat i Norra Norrbottens kontrakt (före 2017 Norra Lapplands kontrakt) i Luleå stift i Gällivare kommun i Norrbottens län. 
Pastoratet bildades 2014 genom sammanläggning av pastoraten:
- Gällivare pastorat
- Malmbergets pastorat

Pastoratet bestod av följande församlingar:
- Gällivare församling
- Malmbergets församling

Pastoratskod var 110717 (före 2017 111204)
Pastoratet upphörde 2022 när församlingarna slog samman och ersattes av en enförsamlingspastorat, Gällivare pastorat.